# Popień (gmina)
Popień (od 1953 Jeżów) – dawna gmina wiejska istniejąca do 1953 roku w woj. łódzkim. Nazwa gminy pochodzi od wsi Popień, lecz siedzibą władz gminy był Jeżów.
Za Królestwa Polskiego gmina Popień należała do powiatu brzezińskiego w guberni piotrkowskiej. 19 maja?/31 maja 1870 do gminy przyłączono pozbawiony praw miejskich Jeżów.
W okresie międzywojennym gmina Popień należała do powiatu brzezińskiego w woj. łódzkim. Po wojnie gmina zachowała przynależność administracyjną. 1 lipca 1952 roku gmina składała się z 24 gromad: Brynica, Frydrychów, Góra, Jankowice, Jankowice kol., Jasienin Duży, Jasienin Mały, Jeżów, Kosiska, Leszczyny, Lubiska, Lubiska kol., Mikulin, Mościska, Popień, Przyłęk Duży, Przyłęk Mały, Rewica A, Rewica B, Rewica kol., Strzelnia, Taurów, Wola Łokotowa i Zamłynie.
21 września 1953 roku jednostka o nazwie gmina Popień została zniesiona przez przemianowanie na gminę Jeżów.